# Tần Thúc Bảo
Tần Quỳnh (? - 638), tự Thúc Bảo (tiếng Hán: 秦叔寶) là danh tướng nhà Đường dưới triều Đường Thái Tông. Ông là một trong 24 công thần được vẽ chân dung trên Lăng Yên Các.

## Tiểu sử
Tần Thúc Bảo quê quán Lịch Thành thuộc Sơn Đông, thuở nhỏ là bạn học với Trình Tri Tiết (một công thần khác ở Lăng Yên Các). Ông nội là Tần Phương Thái, thời Bắc Tề làm tới chức Ký thất trong phủ Nghiễm Ninh Vương Cao Hiếu Hành. Cha là Tần Ái, từng làm chức Lục sự Tham quân nhà Bắc Tề, sau Bắc Tề bị diệt thì về ở ẩn. Lúc Tần Quỳnh ra đời, ông nội nói: "Nay nhà Bắc Tề, phía nam thì đánh phá nhà Trần, phía Tây thì chiếm đất nhà Chu, việc binh đao không lúc nào ngừng, làm sao mà ông con cùng cháu nhà ta dựng được cảnh thái bình cho giang sơn." Nhân thế, mới đặt tên tự cho cháu là Thái Bình.
Tần Thúc Bảo nổi tiếng dũng mãnh giỏi võ nghệ, ban đầu làm quan nhỏ tại địa phương, từng được đại thần Lai Hộ Nhi (Đại tướng nhà Tùy, sau bị Vũ Văn Hóa Cập giết hại) xem trọng. Năm 614, Tần Thúc Bảo và La Sĩ Tín theo Quận thừa Tề quận Trương Tu Đà bình định khởi nghĩa Lư Minh Nguyệt, Tả Hiếu Hữu. Tần Thúc Bảo đại phá quân Lư Minh Nguyệt, lập được công lớn, sau lại theo quân đi đánh dẹp khởi nghĩa Tôn Tuyên Nhã, được phong Tiết úy.
Năm 616, quân khởi nghĩa Ngõa Cương tiến công Tề quận, Trương Tu Đà đánh dẹp thất bại bị chết, Tần Thúc Bảo dẫn quân theo về tướng Bùi Nhân Cơ. Sau Bùi Nhân Cơ đầu hàng quân Ngõa Cương, Tần Thúc Bảo theo hàng, được Lý Mật trọng dụng, giữ chức Trướng nội Phiêu kỵ. Sau khi Lý Mật bại trận dưới tay Trịnh vương Vương Thế Sung, khởi nghĩa Ngõa Cương tan rã. Tần Thúc Bảo cùng Trình Tri Tiết, Bùi Nhân Cơ, Đan Hùng Tín,... theo hàng Vương Thế Sung.
Năm 619, do bất mãn với Vương Thế Sung nên Tần Thúc Bảo cùng với Trình Tri Tiết, Ngô Hắc Thát, Ngưu Tiến Đạt,... phản Trịnh hàng Đường. Tần Thúc Bảo được Đường đế Lý Uyên phân làm thuộc hạ dưới trướng Tần vương Lý Thế Dân, được phong Mã quân Tổng quản.
Tần Thúc Bảo từ khi theo Lý Thế Dân lập được nhiều công lao, lại nhất mực trung thành nên được Lý Thế Dân vô cùng yêu chuộng. Ông là một trong những khai quốc công thần của nhà Đường, tên tuổi được ghi nhận trên Lăng Yên các.
Trong khi nhà Đường dần có xu thế thống nhất thiên hạ, thì việc tranh đoạt vị trí kế thừa ngai vàng giữa các hoàng tử diễn ra khốc liệt, chủ yếu xoay quanh là cuộc tranh giành giữa Thái tử Lý Kiến Thành và Tần vương Lý Thế Dân. Cả hai phe đều kéo bè kéo cánh kình địch lẫn nhau. Thái tử Lý Kiến Thành có sự giúp sức của Tề vương Lý Nguyên Cát nên dần có ưu thế. Theo kế của các mưu thần, Lý Thế Dân quyết định ra tay trước, thủ tiêu Lý Kiến Thành.
Khi Đường Cao Tổ Lý Uyên triệu Lý Kiến Thành cùng Lý Thế Dân vào cung, Thế Dân mật sai Tần Thúc Bảo và Uất Trì Kính Đức dẫn phục binh mai phục ở cửa Huyền Vũ. Trong khi Lý Kiến Thành và Lý Nguyên Cát đi qua cửa thì bị Tần Thúc Bảo và Uất Trì Kính Đức xông ra giết chết. Sử gọi là Sự biến Huyền Vũ môn.
Sau này, Tần Quỳnh mắc phải nhiều bệnh tật. Đến năm thứ mười hai Trinh Quan (năm 638) ông qua đời vì bệnh tật.

## Trong văn hóa đại chúng

### Thờ phụng
Cùng với Uất Trì Kính Đức, Tần Thúc Bảo được dân gian tôn làm Môn Thần (thần giữ cửa), ông là Tả Môn Thần. Người dân thường treo hình 2 vị trước cửa nhà để trừ yểm tà mị. Tập tục này bắt nguồn từ truyền thuyết vì Đường Thái Tông nằm mơ thấy ma quỷ kêu khóc ném đá. Ông sai Tần Thúc Bảo và Uất Trì Kính Đức mỗi đêm đứng trấn giữ cửa cung thì tà ma không xuất hiện nữa, vua được ngủ ngon.
Ngoài ra Tần Thúc Bảo còn được những người làm nghề bảo an như cảnh sát, cảnh vệ... xem như thần bảo hộ. Vì ông từng xuất thân từ nghề này.

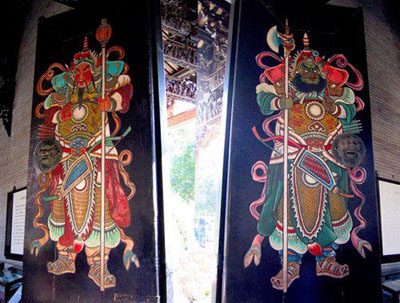
Tần Thúc Bảo (trái) và Uất Trì Cung (phải) là 2 vị Môn Thần.

Trong dân gian ông thường được thể hiện dưới hình tượng một vị tướng mặt vàng, một tay cầm kim giản một tay cầm thương hoặc hai tay cầm song giản.

### Trong văn học
Tần Thúc Bảo được tiểu thuyết hóa thành nhân vật trong các bộ tiểu thuyết: Thuyết Đường, Tùy Đường diễn nghĩa, Song Long Đại Đường, Tùy Đường anh hùng...
Tần Thúc Bảo còn xuất hiện trong phần đầu của Tây Du Ký, có nhắc đến quá trình Tần Thúc Bảo hóa Môn Thần.

### Trong điện ảnh
Hình tượng của Tần Thúc Bảo được đưa lên màn ảnh qua các phim: Loạn thế đào hoa (Phùng Thiệu Phong đóng), Hổ tướng Tùy Đường (Hoàng Hải Băng đóng), Tùy Đường diễn nghĩa (Nghiêm Khoan đóng), Tùy Đường anh hùng / Tùy Đường xưng hùng (Bồ Ba Giáp đóng),...